# Convenzione irlandese

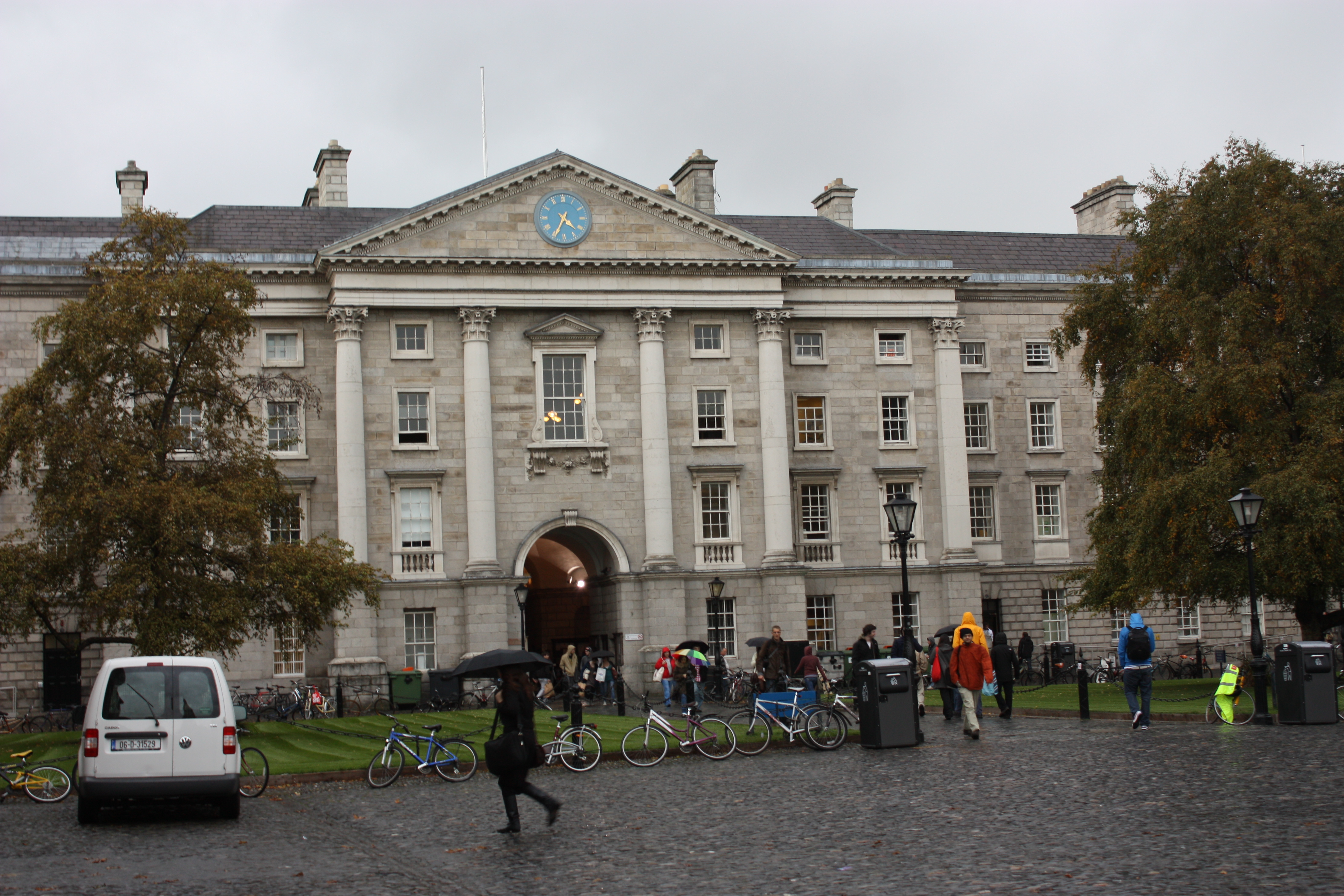
Trinity College e Regent House, dove si è svolta la Conferenza.

La Convenzione irlandese è stata un'assemblea che si è tenuta a Dublino, in Irlanda, dal luglio 1917 al marzo 1918 per affrontare la questione irlandese e altri problemi costituzionali relativi a una prima promulgazione dell'autogoverno per l'Irlanda, per discutere il suo futuro più ampio, discutere e giungere a un comprensione delle raccomandazioni sul modo migliore e sui mezzi per raggiungere questo obiettivo. Fu una risposta al clima politico irlandese drammaticamente alterato dopo la ribellione del 1916, fu proposta da David Lloyd George, primo ministro del Regno Unito di Gran Bretagna e Irlanda, nel maggio 1917 a John Redmond, leader del Partito Parlamentare Irlandese, annunciando che "l'Irlanda avrebbe dovuto cimentarsi nella creazione di uno strumento di governo per il suo stesso popolo".
La Convenzione fu convocata pubblicamente nel giugno 1917, per essere composta da irlandesi rappresentanti di diversi partiti politici e sfere di interesse. Dopo mesi di deliberazioni, il rapporto finale della Convenzione, che era stato concordato nel marzo 1918, fu gravemente compromesso. Con l'urgente necessità di personale militare sul fronte occidentale a seguito dell'offensiva di primavera tedesca, il governo decise nell'aprile 1918 di introdurre contemporaneamente l'Home rule e applicare la coscrizione all'Irlanda. Questa "doppia politica" di coscrizione e devoluzione segnò la fine di un'era politica.
La prima riunione della Convenzione irlandese si è tenuta al Trinity College il 25 luglio. Era presieduta da Sir Horace Plunkett. La conferenza è stata in gran parte guidata da membri del Partito Parlamentare Irlandese a seguito del rifiuto del Sinn Féin di partecipare. Non è stato possibile raggiungere un accordo con gli unionisti dell'Ulster sulla questione.